# Cloroplast

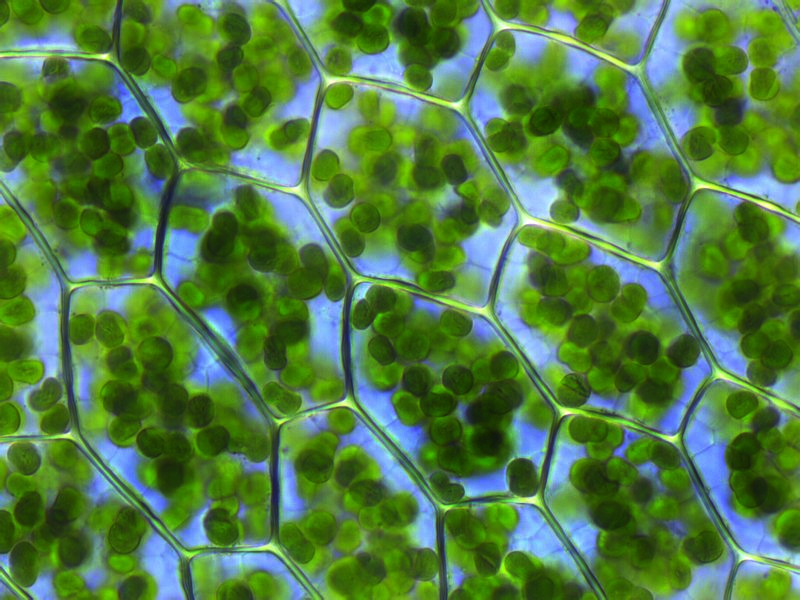
Cèl·lules vegetals en les quals són visibles els cloroplasts

Els cloroplasts són orgànuls presents a les cèl·lules de les plantes i algues eucariotes que realitzen la fotosíntesi. Els cloroplasts capturen l'energia de la llum del sol per produir energia lliure emmagatzemada a l'ATP i el NADPH mitjançant un procés anomenat fotosíntesi. El mot deriva de les paraules gregues khlorós, que significa "verd clar" i plásto, que significa "formar, modelar" (i que en termes biològics podríem considerar com a "forma" o "orgànul" cel·lular).

## Origen evolutiu
De manera semblant als mitocondris, els altres orgànuls que transformen energia a les cèl·lules eucariotes, es considera que els cloroplasts es van originar per endosimbiosi: van evolucionar directament a partir de procariotes (cianobacteris) que van ésser capturats per cèl·lules eucariotes primitives amb les quals van establir una relació simbiòtica.
Des de l'establiment d'aquesta endosimbiosi en fases inicials de la història evolutiva els cloroplasts han perdut gran part del seu propi genoma, però encara contenen fragments del seu propi ADN que codifiquen proteïnes funcionals i que mostren similituds amb l'ADN de cianobacteris de vida lliure. Això no obstant, actualment depenen de proteïnes codificades per l'ADN nuclear i sintetitzades al citosol cel·lular que són després transportades a l'interior de l'orgànul.
Els cloroplasts també comparteixen amb els mitocondris la possessió d'una doble membrana amb un espai intermembrana: la membrana interna es creu que correspon a la membrana original del cianobacteri ancestral, mentre que la membrana externa procediria de la vesícula d'endocitosi.
A algunes algues (per exemple els heterocontòfits i altres protists com els euglenòfits) els cloroplasts semblen haver evolucionat a través d'un episodi secundari d'endosimbiosi en el qual una cèl·lula eucariota va engolir una segona cèl·lula eucariota que ja contenia cloroplasts. Això va originar uns cloroplasts amb tres (o quatre) membranes.

## Funció
Els cloroplasts estan especialitzats en el metabolisme energètic i al seu interior es produeixen les reaccions de la fotosíntesi. En presència de llum solar produeixen metabolits rics en energia i O₂ a partir dels electrons de l'aigua, l'energia de la llum i el CO₂ segons la reacció general:
```
n
H₂O + 
n
CO₂ → (CH₂O)
n
 + 
n
O₂
```

Les reaccions de la fotosíntesi han estat tradicionalment dividides en dues fases, la fase lluminosa, la fase fosca. Actualment se sap que la fase fosca només té lloc en presència de llum, encara que no utilitzi la seva energia directament, de manera que resulta més adequat referir-s'hi com a fase fotoquímica i fase de fixació del CO₂ (cicle de Calvin), respectivament.
1. A la fase fotoquímica l'energia de la llum solar activa un electró de la clorofil·la que és transportat al llarg d'una cadena d'oxidació d'una manera semblant al que succeeix a la cadena respiratòria dels mitocondris. El transport electrònic impulsa la síntesi d'ATP i la reducció de NADP+ a NADPH i, alhora, l'aigua s'oxida i s'allibera O₂.
2. A la fase de fixació del CO₂ l'ATP i el NADPH obtinguts a la fase anterior s'utilitzen com a font d'energia i de poder reductor per a transformar el CO₂ en glúcids senzills.

## Estructura

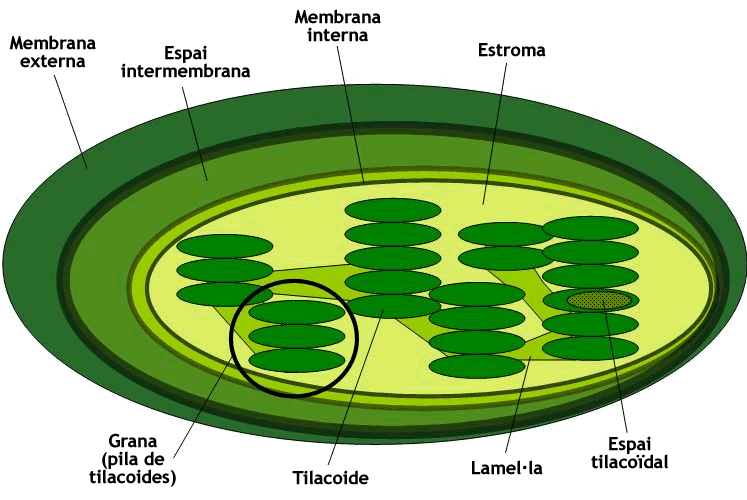
Estructura interna d'un cloroplast

El cloroplast, de manera semblant al mitocondri, està envoltat per una doble membrana amb un espai intermembranal. Ambdues membranes són independents i contínues i presenten característiques diferents: la membrana externa és molt permeable i la interna conté proteïnes de transport específiques, ja que és molt menys permeable.
La membrana interna no està replegada en crestes, com passa al mitocondri, ni conté els enzims del transport electrònic. El cloroplast conté un tercer joc de membranes, la membrana tilacoïdal que pren la forma de sacs aplanats, els tilacoides. Els tilacoides formen agrupacions de discs apilats, els grana, connectats mitjançant les lamel·les. La membrana tilacoïdal, que és impermeable als ions, delimita un espai interior anomenat espai tilacoïdal. És la responsable del color verd dels cloroplasts, ja que conté immersos el sistema fotosintètic (amb la clorofil·la) i la cadena de transport d'electrons.
La membrana interna envolta un espai central anomenat estroma que conté l'ADN del cloroplast i molts enzims solubles, entre ells els responsables del cicle de Calvin.